# Филипп, Райан (французский футболист)
Ра́йан Филипп (фр. Rayan Philippe, 23 октября 2000, Ницца, Франция) — французский футболист, нападающий немецкого клуба «Гамбург».

## Клубная карьера
24 августа 2019 года Филипп дебютировал на профессиональном уровне в составе «Дижона» в матче Чемпионата Франции против «Бордо».
29 августа 2021 года Райан перешёл в люксембургский клуб «Свифт».